# Easton on the Hill
Easton on the Hill est une paroisse civile et un village du Northamptonshire, en Angleterre.